# ありだ農業協同組合
ありだ農業協同組合（ありだのうぎょうきょうどうくみあい、JAありだ）は、和歌山県有田郡有田川町天満に本所を置いていた農業協同組合。

## 概要
1999年10月1日に、有田市及び有田郡内にあった有田市農業協同組合、有田川農業協同組合、西有田農業協同組合、南広農業協同組合、有田中央農業協同組合、東有田農業協同組合の6農協が合併して発足した。
2025年4月1日に、ありだ農業協同組合を含む和歌山県内の全8農協が合併し、和歌山県農業協同組合が発足。
有田みかんの産地として非常に有名である。

## 事業内容
- 営農指導事業
- 販売事業
- 信用事業
- 共済事業
- 生活資材供給事業

## 事業区域
- 和歌山県有田市
- 和歌山県有田郡有田川町
- 和歌山県有田郡湯浅町
- 和歌山県有田郡広川町

## 拠点

### 本所・各部
- 本所
  - 〒643-0032　和歌山県有田郡有田川町大字天満47番地の1

### 支所
- 箕島支所
  - 〒649-0304　有田市山田原8番地1
- 宮原支所
  - 〒649-0434　有田市宮原町新町481番地の1
- 吉備支所
  - 〒643-0032　有田郡有田川町大字天満681番地2
- 金屋支所
  - 〒643-0143　有田郡有田川町大字中野31番地
- 清水支所
  - 〒643-0521　有田郡有田川町大字清水343番地の1
- 湯浅支所
  - 〒643-0003　有田郡湯浅町大字別所59番地の30
- 広川支所
  - 〒643-0071　有田郡広川町大字広1426番地の1

## 主な産物
- みかん（有田みかん）